# Moschea di al-Husayn
La moschea di al-Ḥusayn (in arabo مسجد الإمام الحسين‎?, Masjid al-Imām al-Ḥusayn, ossia "Moschea dell'Imam al-Ḥusayn", traslitterazioni alternative per il nome Husayn: Hussein, Hussain, Husayn, and  Hussayn; in arabo egiziano جامع سيدنا الحسين, ossia Jāmiʿ Sayyidnā al-Ḥusayn, "Moschea di nostro Signore al-Ḥusayn") è una moschea edificata nel 1154 al Cairo (Egitto), vicino al suq detto Khān el-Khalīlī.
Prende questo nome in onore del nipote di Maometto, al-Ḥusayn b. ʿAlī, avuto tramite sua figlia Fāṭima al-Zahrāʾ e suo cugino paterno ʿAlī b. Abī Ṭālib, la cui testa si crede sia inumata all'interno. Gli sciiti pensano che la testa e il corpo di al-Ḥusayn si trovino invece nel Santuario dell'Imam al-Ḥusayn a Kerbelāʾ.
La moschea è considerato uno dei principali santuari islamici del Cairo e fu costruita dagli Imam fatimidi, come si scoprì nel corso di scavi archeologici dell'area. Il mausoleo (che data a una fare precedente al 1154) è la parte più antica del complesso. La costruzione attuale risale al XIX secolo e subì l'influenza della cosiddetta "Gothic Revival architecture".
La moschea ospita alcuni reperti particolarmente venerati e quella che molti musulmani credono sia la più antica copia manoscritta esistente del Corano.
Nella moschea esiste una lastra di marmo su cui è scolpito il ḥadīth in cui il profeta Maometto dice: "al-Ḥusayn deriva da me e io da al-Ḥusayn. Possa Allah amare chiunque ama al-Ḥusayn. Egli è un nipote (supremo) fra i nipoti (eccelsi)." Sopra la lastra si trova un altro ḥadīth considerato "buono" (ḥasan), riportato da al-Tirmidhi, ma anche da Bukhari e Ahmad ibn Hanbal.